# Bagrus meridionalis
Bagrus meridionalis es una especie de pez de la familia Bagridae en el orden de los Siluriformes.

## Morfología
Los machos pueden llegar alcanzar los 150 cm de longitud total

## Distribución geográfica
Se encuentran en África: es una especie  endémica del lago Malawi.